# Mrzla voda
Mrzla voda (nemško Kaltenbrunn) je naselje v Občini Velikovec v Okraju Velikovec na Koroškem v Avstriji.